# Nécsey László
Nécsey László (Verebély, 1878. december 19. - Lesina sziget, 1909. november 11.) a Szépművészeti Múzeum asszisztense, művészettörténész.

## Élete
Nécsey József postamester, gyűjtő és Agárdy Ida fia. Testvérei voltak István Bálint festőművész, madár- és lepkeillusztrátor, Antónia Erzsébet Anna (1867), Béla, Ernő és Sarolta.
A gimnáziumot Érsekújvárott kezdte, majd a többi hét osztályt Besztercebányán végezte. 1890-ben érettségizett. Jogra iratkozott be a Budapesti Egyetemre. Majd a bölcsészeti szakra lépett át. Kezdetben magyar és francia irodalommal, majd művészettörténettel foglalkozott. 1903-tól 2 évig a Müncheni Egyetemen, főként Karl Vollt és Adolf Furtwänglert hallgatta, majd egy évet a párizsi egyetemen tanult. 1906-ban ismét Budapesten iratkozott be és 1907 júniusában, mint Pasteiner Gyula tanítványa, doktori diplomát szerzett. 1908 márciusától a Szépművészeti Múzeum munkatársa volt.
Állítólag reneszánsz vázlatokat is csempészett Olaszországból.
Tüdőbajának gyógyítása végett Dalmáciába utazott, ahol elhunyt. Verebélyi temetésén a Szépművészeti Múzeum igazgatója, Kammerer Ernő is részt vett. Maradványait a verebélyi szőlőhegyen a családi kriptában helyezték örök nyugalomra.

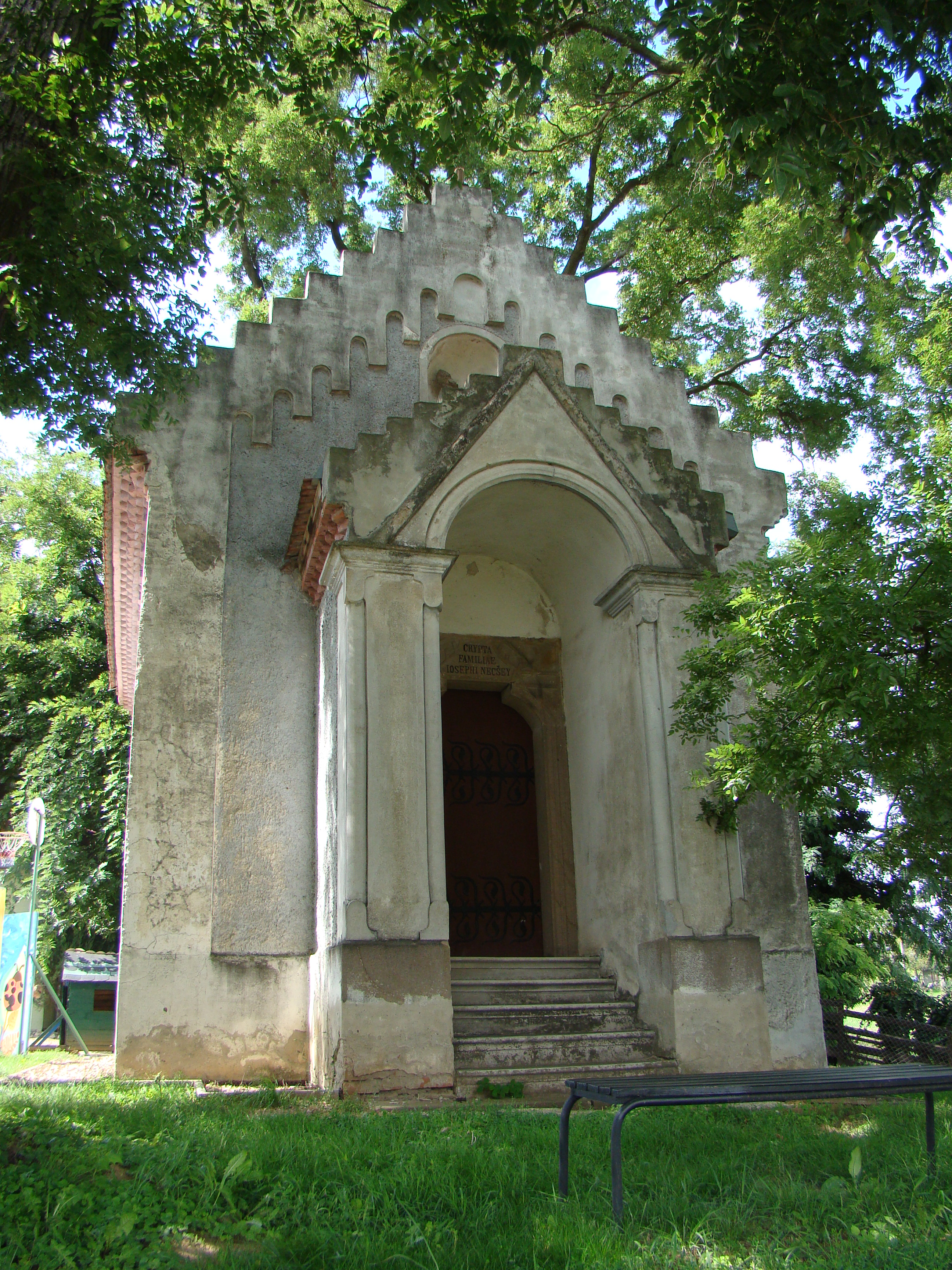
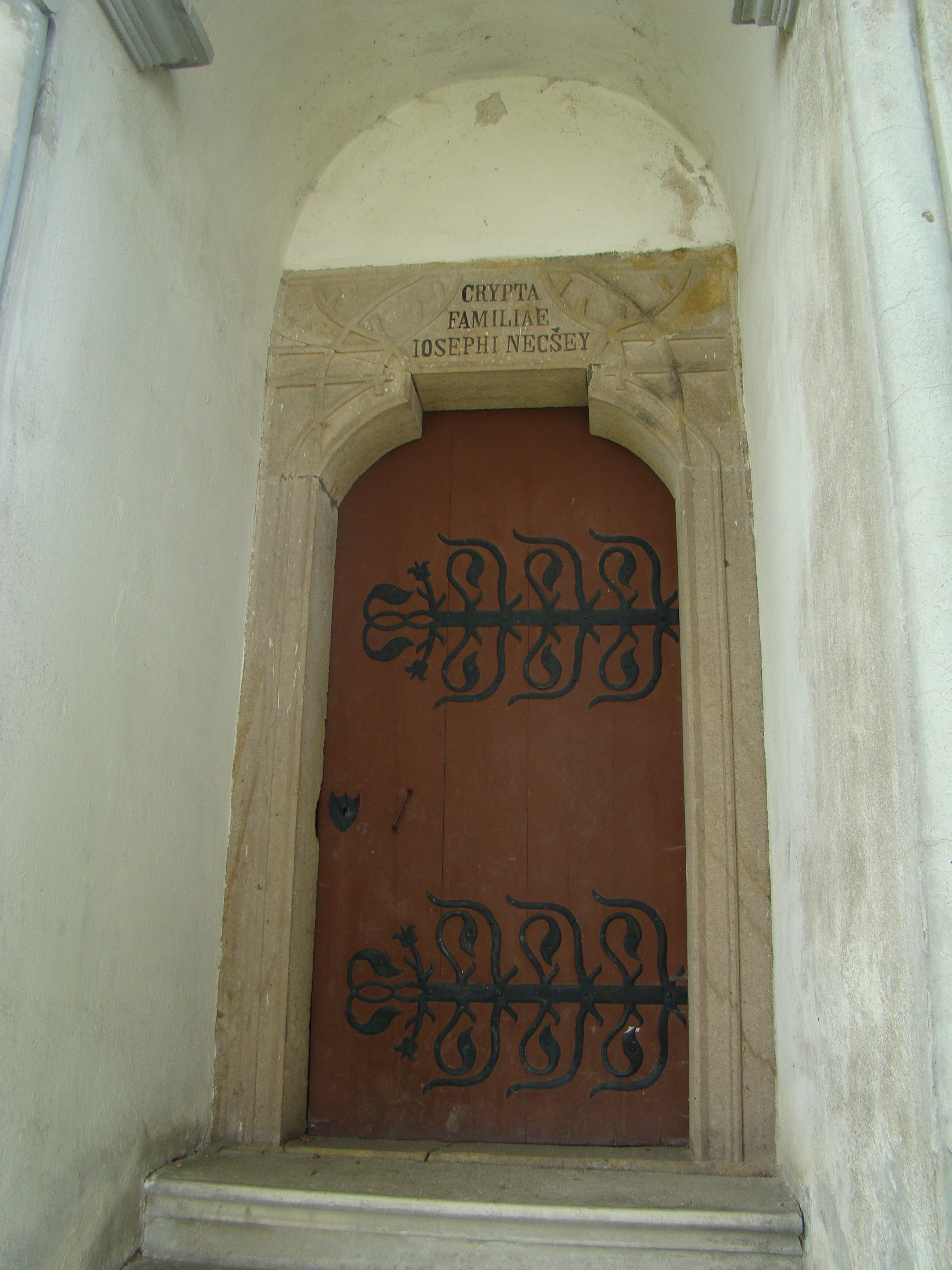
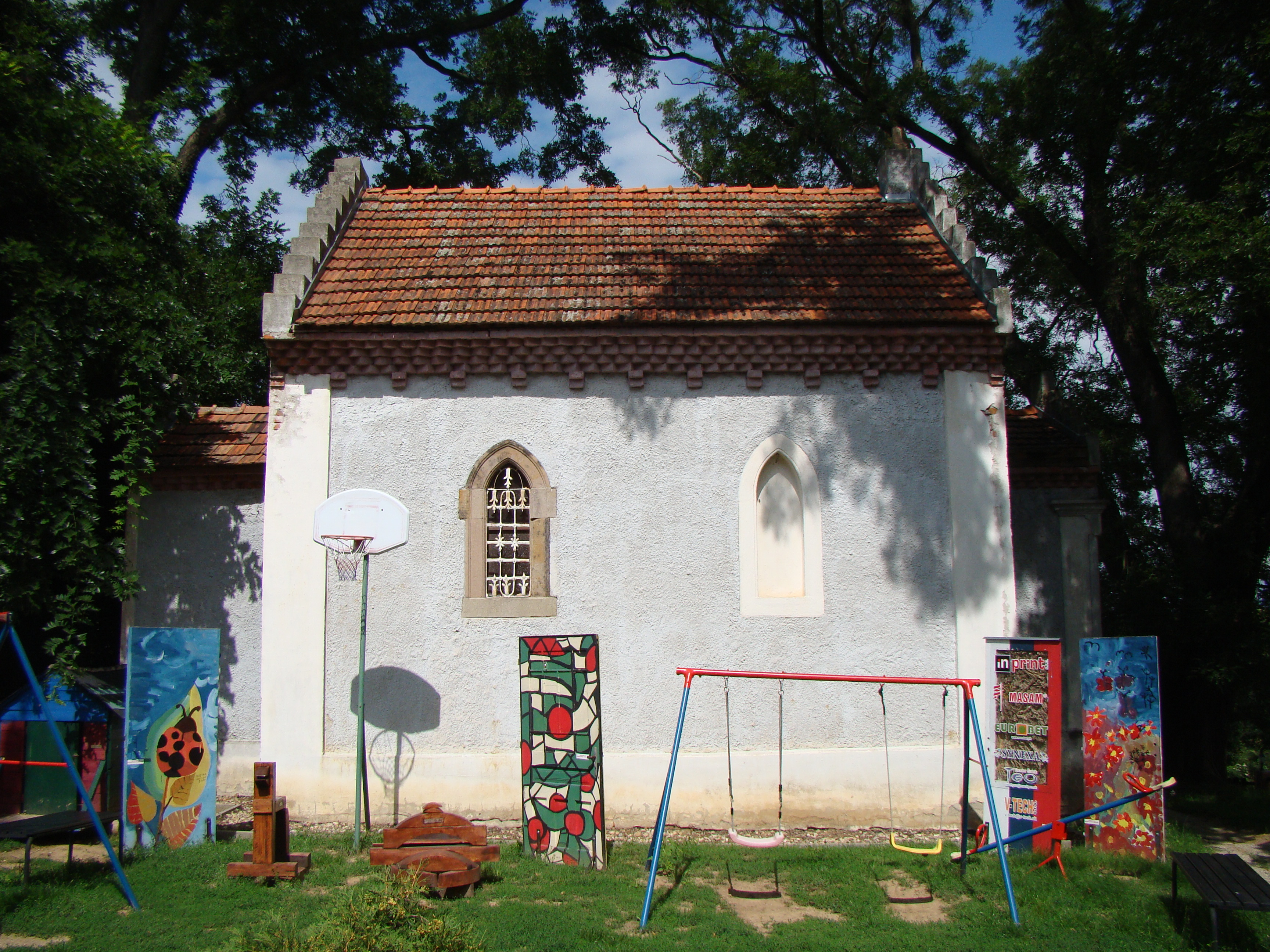

## Művei
- 1907 Vittore Pisano. Doktori értekezés
- 1909 Nécsey László levelei Márki Sándornak

A Revue de Hongrie-ba írt mint főmunkatárs, elsősorban művészeti eseményekről. Kritikákat írt a Budapesti Hírlapba, Az Újságba és a Független Magyarországba.